# Charles Beauclerk (2. książę St Albans)

Herb księcia St Albans

Charles Beauclerk (ur. 6 kwietnia 1696, zm. 27 lipca 1751 w Londynie) – brytyjski arystokrata i polityk, najstarszy syn Charlesa Beauclerka, 1. księcia St Albans (nieślubnego syna Karola II Stuarta) i lady Diany de Vere, córki 20. hrabiego Oxford.
Już w 1718 r. został wybrany do Izby Gmin z okręgu Bodmin. W 1722 r. zmienił okręg wyborczy na Windsor. W 1726 r., po śmierci swojego ojca, został 2. księciem St Albans i, jako par Anglii, zasiadł w Izbie Lordów. W 1727 r. został koniuszym królowej Karoliny i Lordem Namiestnikiem Berkshire. W 1741 r. został kawalerem Orderu Podwiązki. Został również odznaczony Krzyżem Komandorskim Orderu Łaźni.
13 grudnia 1722 r. poślubił Lucy Werden (6 lipca 1707 - 12 listopada 1752), córkę Johna Werdena, 2. baroneta. Charles i Lucy mieli razem syna i córkę:
- George Beauclerk (25 czerwca 1730 - 1 lutego 1786), 3. książę St Albans
- Diana Beauclerk (ok. 1746 - 28 marca 1766), żona Shute'a Barringtona, nie miała dzieci

St Albans zmarł w wieku 55 lat w Londynie. Został pochowany w Opactwie Westminsterskim.